# Casa degli Emigranti

La Casa degli Emigranti (1907)

La Casa degli Emigranti era un servizio milanese promosso e costituito nel 1907 dalla Società Umanitaria con il concorso del Comune di Milano. Sede della Casa era un fabbricato appositamente eretto nel piazzale posteriore della vecchia Stazione Centrale di Milano sorta nel 1864 nell'area oggi corrispondente a piazza della Repubblica: l'edificio fu inaugurato domenica 22 dicembre 1907. Scopo della Casa era di dare assistenza e ricovero agli italiani in procinto di emigrare all'estero durante la loro permanenza nei pressi della stazione ferroviaria. La Casa fu attiva per circa venti anni e venne demolita insieme alla Stazione quando divenne operativa la nuova Centrale terminata nel 1931.

## Storia
La fondazione dell'Umanitaria aveva assunto i vari servizi di assistenza agli emigranti a seguito dello scioglimento, in quello stesso 1907, del Consorzio per la tutela dell'emigrazione temporanea in Europa, istituzione che l'Umanitaria aveva promosso dal 1894 e che aveva come scopo l'assistenza agli emigranti italiani verso la Svizzera, l’Austria, la Germania, la Francia, il Lussemburgo e gli Stati balcanici. Il Consorzio ebbe vita breve e si sciolse lasciando in eredità all'Ufficio per ì'emigrazinne della Società Umanitaria alcune istituzioni discretamente organizzate e un capitale d’esperienze e di studi prezioso. La costruzione della Casa fu dunque una delle attività che l'Umanitaria svolse a partire dal 1907 oer ovviare allo stazionamento di emigranti nell'atrio e sotto le tettoie esterne della stazione e per fornire servizi rispondenti agli speciali bisogni degli emigranti. In particolare la Casa entrava in funzione alle ore 20, chiudeva le porte a mezzanotte per riaprire alle sette del mattino. Nei suoi primi cinque anni di vita diede ospitalità gratuita a mezzo milioni di emigranti che potevano così trovare ospitalità, un pasto e un letto a prezzi modici e venire informati su orari ferroviari, coincidenze e cambi, organizzazione sindacale del Paese verso il quale stavano viaggiando e informazioni sul mercato del lavoro. Un'altra casa fu costituita a Piacenza, seguita da una a Bologna.

## Architettura

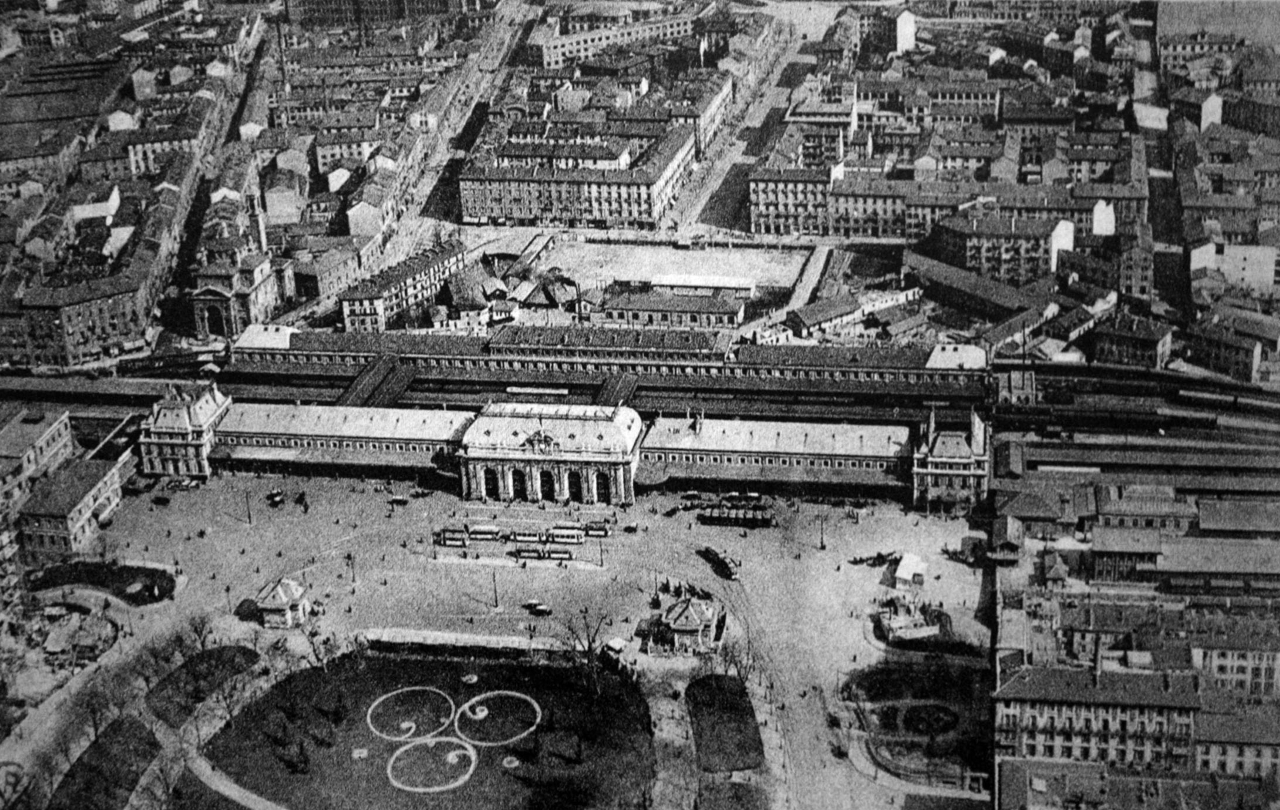
La Casa degli Emigranti è visibile nel piazzale posteriore della stazione.

L'edificio occupava parte del piazzale posteriore della Centrale (l'allora piazza G. Miani) ed era possibile accedervi direttamente dalla stazione. Era costituito da un ampio padiglione rettangolare a un piano della superficie di circa 350 mq all'interno del quale erano ospitati la sala d'aspetto, due dormitori, un ristorante, la cucina, i locali d'ufficio del dirigente e l'abitazione del custode. In un edificio aggiuntivo di 80 mq erano presenti gabinetti, docce e lavatoi. Il progetto del fabbricato e la direzione dei lavori fu assunto dall'Ufficio tecnico del municipale di Milano in accordo con l'Ufficio emigrazione dell'Umanitaria.
La casa venne definita dalla Rivista della beneficenza pubblica delle istituzioni di previdenza e di igiene sociale (gennaio 1908, Volume 36, Fascicolo 1) come segue: «La impressione riassuntiva dell'ambiente è quella di una ben riuscita iniziativa che aggiunge decoro a Milano, indice di buon patriottismo e fonte augurabile di benessere materiale e morale alla classe degli emigranti.»